# Казмагамбетов, Алтай Габдрахманович
Алтай Габдрахманович Казмагамбетов — общественный деятель, доктор наук, профессор, «Отличник образования Республики Казахстан».

## Биография
Родился 28 августа 1964 г. в поселке Мартук Актюбинской области в семье служащего.
После окончания средней школы в 1981 году работал в исследовательском институте лаборантом в лаборатории физико-механических исследований (НИИСтроМПроект г. Алматы).
1985—1987. Служба в рядах Советской Армии.
1982—1987. Учеба на естественно-географическом факультете Казахского педагогического института им. Абая по специальности «География-биология».
1989—1990. Учитель географии в средней школы № 65 г. Алматы.
1990—1991. Преподаватель кафедры педагогики АГУ им. Абая.
В декабре 1991 поступил в аспирантуру на кафедру педагогики, в мае 1993 г. досрочно защитил кандидатсткую диссертацию.
1993—1995. Старший преподаватель кафедры педагогики АГУ им. Абая.
С 1995 по 1998 годы обучался в очной докторантуре при кафедре педагогики АГУ им. Абая, в 1999 г. защитил докторскую диссертацию.
С 1999—2002 г. доцент кафедры, с 2002 г. профессор кафедры педагогики АГУ им. Абая.
2001—2004. Ученый секретарь, председатель диссертационного совета Д 14.05.01 по защите диссертаций на соискание ученой степени доктора наук при КазНПУ им. Абая.
2004—2006. Вице-президент по науке и международным связям МКТУ им. Х. А. Яссауи.
2006—2007. Вице-президент представителя президента МКТУ в Турецкой Республике, г. Анкара.
2007—2008. Заместитель председателя комитета по контролю в сфере образования и науки МОН РК.
2008—2011. Ректор Атырауского государственного университета имени Х. Досмухамедова.
2013. Директор департамента по контролю в сфере образования Акмолинской области.
Кандидат педагогических наук (1993 г.), доктор педагогических наук (1999 г.), доцент (1991 г.), профессор (1997 г.).
Государственный стипендиат 2002—2004 гг. «За выдающийся вклад в развитии науки и техники». Автор более 100 научных статей, 4 монографий, учебных пособий. Под его руководством защищено 18 кандидатских и 2 докторских диссертаций.